# Tolga Zengin
Tolga Zengin (Artvin, Hopa, 10 de octubre de 1983) es un exfutbolista turco que jugaba de portero.

## Biografía
La carrera futbolística de Zengin siempre ha estado ligada al Trabzonspor. Jugaba en las categorías inferiores de este club, hasta que en la temporada 2002-03 debutó con el primer equipo, firmando su contrato profesional el 28 de agosto de 2007.
Con el Trabzonspor ha ganado el título de Copa en dos ocasiones: 2004 y 2010. En la temporada 2006-07 realizó un gran trabajo en la portería del equipo, lo que le valió para ser convocado con su selección.

### Selección nacional
Ha sido internacional con la selección de fútbol de Turquía en 9 ocasiones. Su debut con la selección se produjo en agosto de 2006 en un partido amistoso contra Luxemburgo.
Fue convocado por su selección para participar en la Eurocopa de Austria y Suiza de 2008. No llegó a debutar en esta competición, aunque casi lo hace en el partido de semifinales ante Alemania, como delantero centro, debido a todas las bajas que acumulaba la selección otomana.

## Clubes
| Club        | País    | Año       |
| ----------- | ------- | --------- |
| Trabzonspor | Turquía | 2002-2013 |
| Beşiktaş JK | Turquía | 2013-2019 |

## Títulos
- 2 Copas de Turquía (Trabzonspor, 2004 y 2010)
- 1 Supercopa de Turquía (Trabzonspor, 2010)